# Agapetus placidus
Agapetus placidus là một loài Trichoptera trong họ Glossosomatidae. Chúng phân bố ở miền Cổ bắc.